# Rally Liepāja de 2023
El Rally Liepāja de 2023, oficialmente 11. Tet Rally Liepāja, fue la 11.º edición y la cuarta ronda de la temporada 2023 del Campeonato de Europa de Rally. Se celebró del 16 al 18 de junio y contó con un itinerario de diez tramos sobre tierra que sumaban un total de 183,89 km cronometrados.
Esta fue la última edición del rallye bajo este nombre y en el Campeonato de Europa de Rally ya que para la temporada 2024 pasará a formar parte del Campeonato Mundial de Rally con el nombre de Rally de Letonia.
Por segunda vez en la temporada y en este evento, el local Mārtiņš Sesks logró la victoria. Sesks no tuvo ninguna oposición en su conquista, en la cual ganó siete de las nueve etapas cronometradas. El líder del campeonato Hayden Paddon terminó en la segunda posición afianzando su liderato en la general del campeonato. El último escalón del podio fue a parar al noruego Mads Østberg que tras dos rondas viniendo de menos a más volvió a subir al podio.
En las categorías de apoyo, el británico Jon Armstrong mantuvo su gran estado de forma al conseguir su cuarta victoria consecutiva en el ERC-3. Mientras que en el ERC-4, el noruego Ola Nore Jr consiguió su segunda victoria de la temporada tras el abandono del líder Yuki Yamamoto en la última etapa, además del ERC-4, Nore se llevó la victoria nuevamente en el ERC Junior.

## Lista de inscritos
| Num.                     | Piloto              | Copiloto                  | Automóvil              | Equipo                           |
| ------------------------ | ------------------- | ------------------------- | ---------------------- | -------------------------------- |
| 1                        | Hayden Paddon       | John Kennard              | Hyundai i20 N Rally2   | BRC Racing Team                  |
| 2                        | Mads Østberg        | Patrik Barth              | Citroën C3 Rally2      | MRF Tyres Dealer Team            |
| 3                        | Efrén Llarena       | Sara Fernández            | Škoda Fabia RS Rally2  | Team MRF Tyres                   |
| 4                        | Andrea Mabellini    | Virginia Lenzi            | Škoda Fabia Rally2 evo | MRF Tyres Dealer Team            |
| 5                        | Mārtiņš Sesks       | Renārs Francis            | Škoda Fabia RS Rally2  | Team MRF Tyres                   |
| 6                        | Mathieu Franceschi  | Jules Escartefigue        | Škoda Fabia Rally2 evo | Mathieu Franceschi               |
| 7                        | Mikko Heikkilä      | Samu Vaaleri              | Škoda Fabia Rally2 evo | Mikko Heikkilä                   |
| 8                        | Georg Linnamäe      | James Morgan              | Hyundai i20 N Rally2   | RedGrey Team                     |
| 9                        | Josh McErlean       | James Fulton              | Hyundai i20 N Rally2   | Motorsport Ireland Rally Academy |
| 10                       | Filip Mareš         | Radovan Bucha             | Škoda Fabia Rally2 evo | ACCR Entry Engineering           |
| 11                       | Erik Cais           | Igor Bacigál              | Škoda Fabia RS Rally2  | Yacco ACCR Team                  |
| 12                       | Dennis Rådström     | Johan Johansson           | Ford Fiesta Rally2     | GNM Sweden AB                    |
| 14                       | Robert Virves       | Craig Drew                | Ford Fiesta Rally2     | RedGrey Team                     |
| 15                       | Simone Campedelli   | Tania Canton              | Škoda Fabia Rally2 evo | Team MRF Tyres                   |
| 16                       | Martin László       | Dávid Berendi             | Škoda Fabia Rally2 evo | Topp-Cars Rally Team             |
| 17                       | Osian Pryce         | Stéphane Prévot           | Škoda Fabia Rally2 evo | Osian Pryce                      |
| 18                       | Alberto Battistolli | Simone Scattolin          | Škoda Fabia RS Rally2  | Alberto Battistolli              |
| 19                       | Jarosław Kołtun     | Ireneusz Pleskot          | Ford Fiesta Rally2     | Plon RT                          |
| 20                       | Bogdan Cuzma        | Ilka Minor                | Škoda Fabia RS Rally2  | Bogdan Cuzma                     |
| 21                       | Simone Bertolotti   | Federico Capilli          | Citroën C3 Rally2      | Simone Bertolotti                |
| 22                       | Jon Armstrong       | Cameron Fair              | Ford Fiesta Rally3     | M-Sport Poland                   |
| 23                       | Jakub Matulka       | Daniel Dymurski           | Ford Fiesta Rally3     | Jakub Matulka                    |
| 24                       | Piotr Parys         | Damian Syty               | Ford Fiesta Rally3     | Rallytechnology                  |
| 25                       | Paulo Soria         | Sergiu Itu                | Renault Clio Rally3    | Paulo Soria                      |
| 26                       | Ola Nore Jr         | Torstein Eriksen          | Renault Clio Rally4    | Ola Nore Jr                      |
| 27                       | Norbert Maior       | Francesca Maria Maior     | Peugeot 208 Rally4     | Norbert Maior                    |
| 28                       | Victor Hansen       | Victor Johansson          | Peugeot 208 Rally4     | Victor Hansen                    |
| 29                       | Roberto Daprà       | Luca Guglielmetti         | Peugeot 208 Rally4     | Roberto Daprà                    |
| 30                       | Miko Jalava         | Matias Peippo             | Ford Fiesta Rally4     | Miko Jalava                      |
| 31                       | Max McRae           | Mac Kierans               | Opel Corsa Rally4      | Max McRae                        |
| 32                       | Aoife Raftery       | Claire Williams           | Peugeot 208 Rally4     | Motorsport Ireland Rally Academy |
| 33                       | Mattia Zanin        | Fabio Pizzol              | Peugeot 208 Rally4     | Mattia Zanin                     |
| 34                       | Timo Schulz         | Michael Wenzel            | Opel Corsa Rally4      | ADAC Opel Rallye Junior Team     |
| 35                       | Mille Johansson     | Johan Grönvall            | Ford Fiesta Rally4     | IKSport Racing                   |
| 36                       | Simon Andersson     | Jörgen Jönsson            | Peugeot 208 Rally4     | Simon Andersson                  |
| 37                       | Jaspar Vaher        | Evelin Mitendorf          | Ford Fiesta Rally4     | Team Estonia Autosport           |
| 38                       | Karl-Markus Sei     | Martin Leotoots           | Peugeot 208 Rally4     | Team Estonia Autosport           |
| 39                       | René Noller         | Natalie Solbach-Schmidt   | Peugeot 208 Rally4     | René Noller                      |
| 40                       | Fabian Zeiringer    | Angelika Letz             | Opel Corsa Rally4      | Waldherr Motorsport Team         |
| 41                       | Alfred Kramer Jr    | Jeannette Kvick Andersson | Peugeot 208 Rally4     | Alfred Kramer Jr                 |
| 44                       | Mark-Egert Tiits    | Jakko Viilo               | Ford Fiesta Rally4     | TRT Motorsport MTÜ               |
| 45                       | Norman Kreuter      | Anna-Maria Seidl          | Peugeot 208 Rally4     | Norman Kreuter                   |
| 46                       | Bendegúz Hangodi    | László Bunkoczi           | Peugeot 208 Rally4     | Bendegúz Hangodi                 |
| 47                       | Hikaru Kogure       | Topi Matias Luhtinen      | Renault Clio Rally4    | Toyota Gazoo Racing WRT NG       |
| 48                       | Yuki Yamamoto       | Miika Teiskonen           | Renault Clio Rally4    | Toyota Gazoo Racing WRT NG       |
| 49                       | Nao Otake           | Marko Salminen            | Renault Clio Rally4    | Toyota Gazoo Racing WRT NG       |
| Fuente: ewrc-results.com |                     |                           |                        |                                  |

## Itinerario
| Día                     | Tramo     | Hora  | Nombre                    | Distancia | Ganador de la etapa | Automóvil              | Tiempo          | Líder de la general |
| ----------------------- | --------- | ----- | ------------------------- | --------- | ------------------- | ---------------------- | --------------- | ------------------- |
| Día 1 (16 de junio)     | Shakedown | 14:20 | Mazilmāja                 | 6.13 km   | Mārtiņš Sesks       | Škoda Fabia RS Rally2  | 3:13.1          | -                   |
| Día 2 (17 de junio)     | SS1       | 11:00 | Tukums 1                  | 27.56 km  | Mārtiņš Sesks       | Škoda Fabia RS Rally2  | 14:30.5         | Mārtiņš Sesks       |
| Día 2 (17 de junio)     | SS2       | 13:05 | Tukums 2                  | 27.56 km  | Tramo cancelado     | Tramo cancelado        | Tramo cancelado | Mārtiņš Sesks       |
| Día 2 (17 de junio)     | SS3       | 14:35 | Talsi                     | 8.50 km   | Mārtiņš Sesks       | Škoda Fabia RS Rally2  | 5:46.6          | Mārtiņš Sesks       |
| Día 2 (17 de junio)     | SS4       | 16:50 | Īvande                    | 26.02 km  | Mārtiņš Sesks       | Škoda Fabia RS Rally2  | 13:24.0         | Mārtiņš Sesks       |
| Día 2 (17 de junio)     | SS5       | 17:40 | Snēpelē                   | 14.63 km  | Mārtiņš Sesks       | Škoda Fabia RS Rally2  | 7:21.8          | Mārtiņš Sesks       |
| Día 2 (17 de junio)     | SS6       | 20:05 | Liepāja City Stage        | 2.54 km   | Andrea Mabellini    | Škoda Fabia Rally2 evo | 2:17.9          | Mārtiņš Sesks       |
| Día 3 (18 de junio)     | SS7       | 08:48 | Liepieni 1                | 19.59 km  | Mārtiņš Sesks       | Škoda Fabia RS Rally2  | 10:08.8         | Mārtiņš Sesks       |
| Día 3 (18 de junio)     | SS8       | 10:05 | Krogzemji 1               | 18.95 km  | Mārtiņš Sesks       | Škoda Fabia RS Rally2  | 9:37.2          | Mārtiņš Sesks       |
| Día 3 (18 de junio)     | SS9       | 13:00 | Liepieni 2                | 19.59 km  | Mikko Heikkilä      | Škoda Fabia Rally2 evo | 10:08.6         | Mārtiņš Sesks       |
| Día 3 (18 de junio)     | SS10      | 15:05 | Krogzemji 2 (Power Stage) | 18.95 km  | Mārtiņš Sesks       | Škoda Fabia RS Rally2  | 9:24.1          | Mārtiņš Sesks       |
| Fuente:ewrc-results.com |           |       |                           |           |                     |                        |                 |                     |

### Power stage
El power stage fue un tramo de 18,95 km. Se otorgaron puntos adicionales a los cinco más rápidos.
| Pos. | Piloto             | Copiloto           | Tiempo | Diferencia | Puntos |
| ---- | ------------------ | ------------------ | ------ | ---------- | ------ |
| 1    | Mārtiņš Sesks      | Renārs Francis     | 9:24.1 | 0.0        | 5      |
| 2    | Hayden Paddon      | John Kennard       | 9:24.1 | +0.0       | 4      |
| 3    | Josh McErlean      | James Fulton       | 9:26.6 | +2.5       | 3      |
| 4    | Filip Mareš        | Radovan Bucha      | 9:30.9 | +6.8       | 2      |
| 5    | Mathieu Franceschi | Jules Escartefigue | 9:31.6 | +7.5       | 1      |

## Clasificación final
| Pos.                     | Piloto              | Copiloto           | Automóvil              | Tiempo    | Diferencia | Puntos  |
| General                  | General             | General            | General                | General   | General    | General |
| ------------------------ | ------------------- | ------------------ | ---------------------- | --------- | ---------- | ------- |
| 1.                       | Mārtiņš Sesks       | Renārs Francis     | Škoda Fabia RS Rally2  | 1:22:47.3 | 0.0        | 30      |
| 2.                       | Hayden Paddon       | John Kennard       | Hyundai i20 N Rally2   | 1:23:28.7 | +41.4      | 24      |
| 3.                       | Mads Østberg        | Patrik Barth       | Citroën C3 Rally2      | 1:23:51.3 | +1:04.0    | 21      |
| 4.                       | Josh McErlean       | James Fulton       | Hyundai i20 N Rally2   | 1:24:11.2 | +1:23.9    | 19      |
| 5.                       | Robert Virves       | Craig Drew         | Ford Fiesta Rally2     | 1:24:15.1 | +1:27.8    | 17      |
| 6.                       | Mathieu Franceschi  | Jules Escartefigue | Škoda Fabia Rally2 evo | 1:24:16.9 | +1:29.6    | 15      |
| 7.                       | Mikko Heikkilä      | Samu Vaaleri       | Škoda Fabia Rally2 evo | 1:24:25.8 | +1:38.5    | 13      |
| 8.                       | Georg Linnamäe      | James Morgan       | Hyundai i20 N Rally2   | 1:24:38.8 | +1:51.5    | 11      |
| 9.                       | Efrén Llarena       | Sara Fernández     | Škoda Fabia Rally2 evo | 1:25:05.6 | +2:18.3    | 9       |
| 10.                      | Simone Campedelli   | Tania Canton       | Škoda Fabia Rally2 evo | 1:25:14.7 | +2:27.4    | 7       |
| 11.                      | Filip Mareš         | Radovan Bucha      | Škoda Fabia Rally2 evo | 1:25:17.7 | +2:30.4    | 5       |
| 12.                      | Erik Cais           | Igor Bacigál       | Škoda Fabia RS Rally2  | 1:25:24.5 | +2:37.2    | 4       |
| 13.                      | Andrea Mabellini    | Virginia Lenzi     | Škoda Fabia Rally2 evo | 1:25:48.4 | +3:01.1    | 3       |
| 14.                      | Osian Pryce         | Stéphane Prévot    | Škoda Fabia Rally2 evo | 1:25:48.8 | +3:01.5    | 2       |
| 15.                      | Alberto Battistolli | Simone Scattolin   | Škoda Fabia RS Rally2  | 1:26:15.1 | +3:27.8    | 1       |
| Fuente: ewrc-results.com |                     |                    |                        |           |            |         |

## Clasificación tras el rally
| Posición | Piloto             | Puntos | Cambios de posición |
| -------- | ------------------ | ------ | ------------------- |
| 1        | Hayden Paddon      | 113    | Sin cambios         |
| 2        | Mārtiņš Sesks      | 83     | Sin cambios         |
| 3        | Mads Østberg       | 69     | Sin cambios         |
| 4        | Efrén Llarena      | 50     | Crecimiento         |
| 5        | Mathieu Franceschi | 50     | Crecimiento         |

| Posición | Equipo                           | Puntos | Cambios de posición |
| -------- | -------------------------------- | ------ | ------------------- |
| 1        | Team MRF Tyres                   | 157    | Sin cambios         |
| 2        | BRC Racing Team                  | 108    | Sin cambios         |
| 3        | MRF Tyres Dealer Team            | 101    | Sin cambios         |
| 4        | RedGrey Team                     | 60     | Crecimiento         |
| 5        | Motorsport Ireland Rally Academy | 48     | Decrecimiento       |